# Mike Fisher (dirkač)
Michael J. Fisher, ameriški dirkač Formule 1, * 13. marec 1943, Hollywood, Kalifornija, ZDA.

## Življenjepis
Fisher je upokojeni ameriški dirkač Formule 1. V svoji karieri je nastopil le na dveh dirkah v sezoni 1967 z dirkalnikom Lotus 33 lastnega privatnega moštva, Veliki nagradi Kanade, kjer je zasedel enajsto mesto, in Veliki nagradi Mehike, kjer je odstopil.

## Popolni rezultati Formule 1
(legenda) (odebeljene dirke pomenijo najboljši štartni položaj, poševne pa najhitrejši krog, †-uvrščen kljub odstopu)
| Leto | Moštvo      | Šasija   | Motor | 1   | 2   | 3   | 4   | 5   | 6  | 7   | 8      | 9   | 10  | 11      | Prv | Toč |
| ---- | ----------- | -------- | ----- | --- | --- | --- | --- | --- | -- | --- | ------ | --- | --- | ------- | --- | --- |
| 1967 | Mike Fisher | Lotus 33 | BRM   | JAR | MON | NIZ | BEL | FRA | VB | NEM | KAN 11 | ITA | ZDA | MEH Ret | 25. | 0   |